# Posten Norge
Posten Norge of Norway Post is een Noors postbedrijf, het bedrijf valt onder het Noorse Ministerie van Vervoer en Communicatie en heeft een monopolie op de bezorging van brieven die minder wegen dan 50 g in het hele land. Er zijn 30 postkantoren in Noorwegen aangevuld met 1400 verkooppunten in winkels.

## Geschiedenis
Posten is opgericht in 1647 als Postvesenet ("post-systeem") door de algemene postmeester Henrik Morian. Het bedrijf werd opgericht als een particuliere onderneming, en de Deense Koning Christiaan IV van Denemarken gaf zijn zegen aan de oprichting van het bedrijf. Postvesenet was particulier tot 1719, toen de staat het bedrijf overnam.